# جورج لوي (لاعب كريكت)
جورج لوي (12 يناير 1878 - 15 أغسطس 1932) (بالإنجليزية: George Lowe)‏ هو لاعب كريكت بريطاني وبريطاني (وحمل سابقاً جنسية المملكة المتحدة لبريطانيا العظمى وأيرلندا).

## وصلات خارجية
- جورج لوي (لاعب كريكت) على موقع إي آس بي آن كريك إنفو (الإنجليزية)